# Backbone.js
Backbone.js är ett Javascript-bibliotek som tillhandahåller traditionella komponenter – som vyer, modeller och kollektioner – för att skapa moderna webbapplikationer. Biblioteket skapades av Jeremy Ashkenas, som även har skapat CoffeeScript, Underscore.js och DocumentCloud.

## Bakgrund
Den första versionen av Backbone, 0.1.0, släpptes den 13 oktober 2010. Jeremy Ashkenas extraherade ursprungligen den öppna källkoden från sitt projekt DocumentCloud. Grundtanken med Backbone är att tillhandahålla de minsta gemensamma nämnarna som vanligtvis används i Javascript-applikationer, datastrukturer (modeller och samlingar av modeller, kollektioner), och användargränssnitt (vyer och URL:ar). Kodbasen är relativt liten och syftar till att ge utvecklaren frihet att skräddarsy sin applikation efter eget tycke.